# Martin-pêcheur bicolore
Chloroceryle inda
Espèce
Statut de conservation UICN

 LC  : Préoccupation mineure
Le Martin-pêcheur bicolore (Chloroceryle inda) est une des 4 espèces de martins-pêcheurs du genre Chloroceryle.

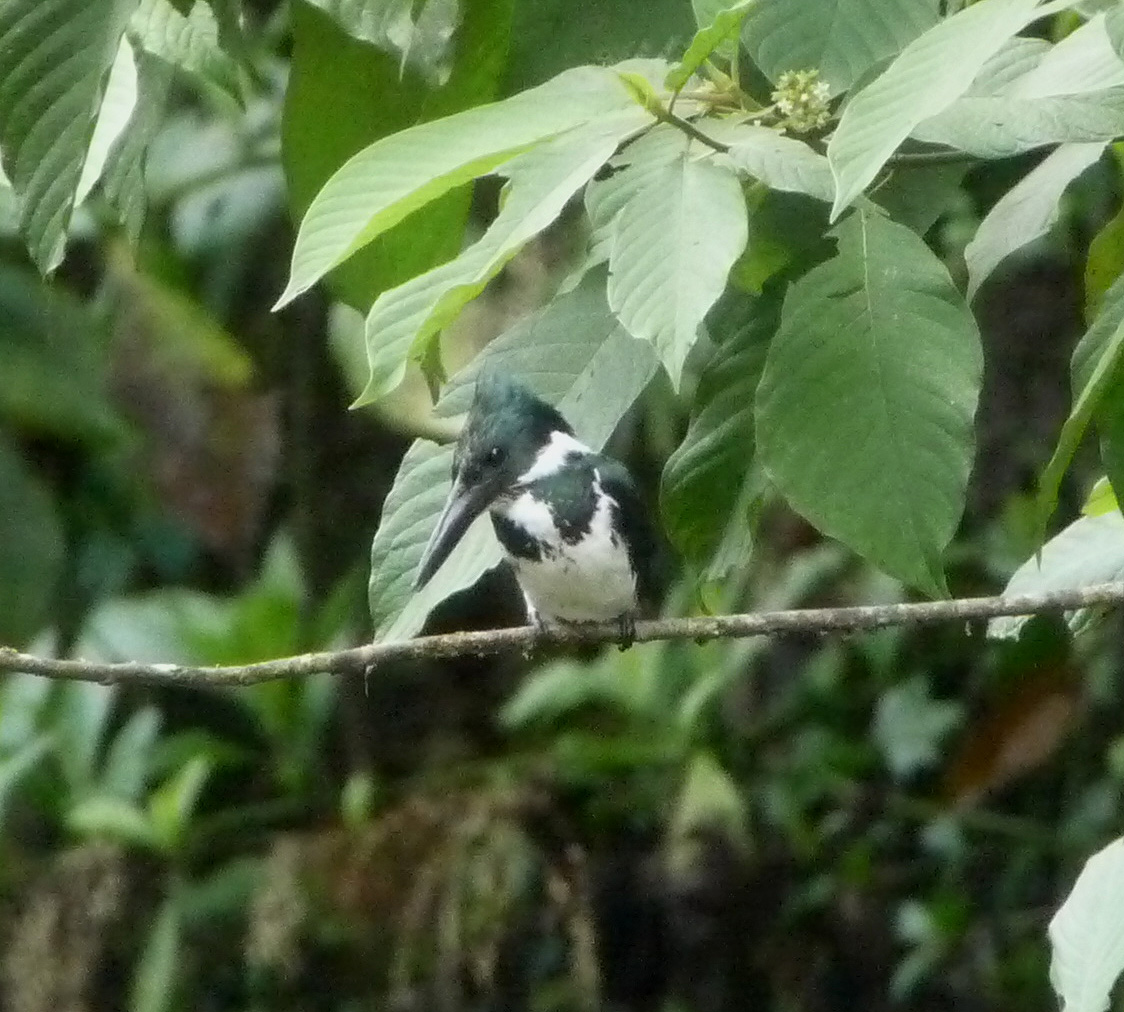
Chloroceryle inda femelle